# The Glass Key
The Glass Key is een Amerikaanse film noir uit 1942 onder regie van Stuart Heisler. Het scenario is gebaseerd op het gelijknamige boek van Dashiell Hammett.

## Verhaal
In de aanloop naar de verkiezingen wordt de politicus Paul Madvig verdacht van de moord op de zoon van senator Henry. Hij moet nu een vijandige mediacampagne ondergaan, georkestreerd door zijn vijand, Nick Varna. Zijn eigen zuster Opal, alsook Janet, de dochter van de senator, verkondigen zijn schuld. Ed Beaumont, zijn rechterarm, begint een eigen onderzoek in te stellen naar deze zaak.

## Rolverdeling
| Acteur           | Personage          |
| ---------------- | ------------------ |
| Brian Donlevy    | Paul Madvig        |
| Veronica Lake    | Janet Henry        |
| Alan Ladd        | Ed Beaumont        |
| Bonita Granville | Opal 'Snip' Madvig |
| Richard Denning  | Taylor Henry       |
| Joseph Calleia   | Nick Varna         |